# Georges est mort
 (novembre 2020).
Georges est mort est une web-série dramatique québécoise en six épisodes d'environ dix minutes créée par Sarah Pellerin et Charles Grenier, produite par deux—par—deux Production, et mise en ligne en septembre 2018 sur le site web de Télé-Québec et en mars 2019 sur le site web d'Urbania, avec le soutien du Fonds indépendant de production,.

## Distribution
- Simon Larouche : Étienne
- Sarah Pellerin : Clara
- Jean-Carl Boucher : Jo Beaulieu
- Guillaume Laurin : Georges
- Marc Beaupré : Peter
- Sarah-Jeanne Labrosse : Lara St-Arnaud
- Grégory Beaudin : Sébastien
- Paul Ahmarani : Bernard
- Pierre-Philippe Côté : Alex
- Iannicko N'Doua : Laurier
- Maxime Genois : Anthony
- Maxime Dumontier : Patrick
- Émile Schneider : Bruce
- Guillaume Lambert : Éric
- Karl Farah : Harold
- Richardson Zéphir : Félix
- Pierre-Luc Lafontaine : Bastien
- Marc Legault : Armand
- Karelle Tremblay : Fan de Lara

## Épisodes
1. Face à la musique
2. Face à la technologie
3. Face aux vestiaires
4. Face à la survie
5. Face au mensonge
6. Face au secret